# Helen-Gletscher
Der Helen-Gletscher ist ein von Gletscherbrüchen und -spalten durchzogener Gletscher im ostantarktischen Königin-Marie-Land. Er mündet in Form einer aufschwimmenden Gletscherzunge (66° 33′ S, 94° 0′ O) in die Mawsonsee.
Die Mannschaft der West-Basis bei der Australasiatische Antarktisexpedition (1911–1914) unter der Leitung des australischen Polarforschers Douglas Mawson entdeckte ihn im November 1912. Mawson benannte ihn nach dem Vornamen der Ehefrau des australischen Unternehmers Robert Lucas-Tooth (1844–1915), eines Geldgebers der Expedition.